# ظهیرالدین فاریابی
ظهیرالدّین ابوالفضل طاهر بن محمد فاریابی (۵۵۰–۵۹۸ ه‍.ق) از جملهٔ قصیده‌سرایان ایرانی تبار( تاجیک)ادب فارسی در سدهٔ ششم است. فاریابی در مقبرةالشعرای تبریز به خاک سپرده شده‌است.
ظهیر از شاعران استاد و سخن‌سرایان بلیغ پایان سدهٔ ششم و یکی از بزرگان قصیده و غزل است که در تحول غزل نقش مهمی را ایفا کرده‌است. سخن او روان و پر از معانی دقیق و در عین حال فصیح و دارای معانی و الفاظ صریح است.
ظهیر را در تحول غزل فارسی واسطهٔ انوری و سعدی می‌دانند. زبان صاف و روان و هموارش در غزل که زبانی واسطه بین سبک خراسانی و سبک عراقی است راه را برای ظهور سعدی هموار ساخت. در واقع ظهیر فاریابی با قصاید و غزلیات شیوا و روان خود یکی از مؤثرترین شاعران حد واسط این دو سبک در تحول سبک عراقی به‌شمار می‌آید.
ظهیرالدین بن محمد فاریابی یکی از استادان مسلم شعر فارسی و یکی از کسانی است که در تحول شعر فارسی نقش بزرگی ایفا کرده‌است. نامش به نوشتهٔ اکثر تذکره نویسان ظهیرالدین ابوالفضل طاهر بن محمد بوده‌است که تقریباً در حدود سال ۵۵۰ هجری درفاریاب تولد یافته‌است. شواهدی که ازدیوان او در دست است، نیز این تخمین را تقویت می‌بخشد. تولد شاعر مقارن با دوره‌ای  بوده‌است که بعد از درگذشت سلطان سنجر در دیار خراسان و اطراف آن پدید آمده بود.
عهد کودکی و جوانی ظهیرالدین فاریابی در زادگاهش فاریاب و بعد در نیشابور گذشت و او در این مدت به کسب علوم واطلاعات مختلف علمی و ادبی اشتغال داشت. او بعد از آنکه در زادگاهش فاریاب علوم متداول زمان خود را فراگرفت، به‌خاطر تحصیل بیشتر علوم به نیشاپور که در آن وقت از مراکز علمی ـ فرهنگی محسوب می‌شد، رفت و در آنجا به فراگیری علوم و ادب پرداخت، شاعر با فضلا و شعرای آنجا آشنا شد و به سرودن پرداخته، در نیشاپور به مدح عضدالدین طغانشاه بن مؤید آی آبه آغاز کرد و گویا این نخستین کسی بود که ظهیر او را مدح گفته‌است. شاعر به مدت توقف خود در نیشابور در یکی از اشعارش اشاره کرده‌است:
| مرا به مدت شش سال حرص علم وادب   |  | به خاکدان نشابور (نیشابور) کرد زندانی |
| به هر هنر که کسی نام برد در عالم |  | چنان شدم که نیابم به عهد خود ثانی     |

این بیت از قطعه‌ای است که به طغانشاه بن مؤید آی آبه خطاب کرده‌است و ظهیر در آخر عهد همین پادشاه یعنی سال ۵۸۲ هجری به این شهر آمده و در آنجا از حرص اندوختن علم و ادب، سکونت اختیارکرده باشد.